# 谢菲德平原风电厂
谢菲德平原风电厂（英語：Shepherds Flat Wind Farm）是在美国俄勒冈州的845兆瓦（MW）风力发电厂。该设施位于东俄勒冈州的莫罗县和吉利姆县，靠近阿灵顿市。2008年获得国家监管机构批准，并且于2009年破土动工。风电场由Caithness能源公司使用通用电气（GE）2.5兆瓦风力发电机建造，并向南加州爱迪生电力公司供应电力。据估计，风电场每年对俄勒冈州的经济影响为1600万美元。它是世界上最大的陆上风电厂之一。它于2012年9月正式开业。

## 详细信息
该项目的建设预计将雇用400人建造90英里（140）的电力线和85英里（137）的道路在面积为30-平方英里（78-平方）的风电场上。
在2008年被国家监管机构批准，并在2009年开始破土动工。该项目设计包括由通用电气风电公司（GE Wind Energy）建造的338台GE2.5XL涡轮机，每台机组具有2.5兆瓦的发电容量，并在美国是首次使用。这些涡轮机和十年服务合同总共花费了14亿美元，是估计20亿美元项目中最大的费用。2010年12月，美国能源部（DOE）为该项目提供了13亿美元的贷款担保。贷款担保的保险费将由联邦刺激资金通过金融机构合作伙伴计划支付。发电容量将为845兆瓦，每年产生约20亿千瓦·時，足以为235,000个家庭提供电力。一旦运行，该设施将有约35名长期雇员。据估计，风电厂每年对俄勒冈州的经济影响为1600万美元。
2011年4月，谷歌公司宣布他们已经在该项目投资了1亿美元，这是通用电气宣布的5亿美元投资组合的一部分，包括作为投资者的还有伊藤忠商事和住友商事的子公司。该设施于2012年9月22日正式开业。